# Rhyacophila carpenteri
Rhyacophila carpenteri är en nattsländeart som beskrevs av Milne 1936. Rhyacophila carpenteri ingår i släktet Rhyacophila och familjen rovnattsländor. Inga underarter finns listade i Catalogue of Life.